# Naissance en 1213
Naissance
- 1209
- 1210
- 1211
- 1212
- 1213
- 1214
- 1215
- 1216
- 1217

Cette page dresse une liste de personnalités nées au cours de l'année 1213 :
- 23 février, Uzana, dixième souverain du Royaume de Pagan, en Birmanie.
- 9 mars : Hugues IV de Bourgogne, duc de Bourgogne.

- Al-Musta'sim, ou Abû Ahmad al-Musta`sim bi-llah `Abd Allah ben Mansûr al-Mustansir, trente septième et dernier calife abbasside de Bagdad.
- Ibn Saïd, appelé aussi Ibn Saïd al-Maghribi (le maghrébin), historien et poète arabe andalou.
- Jia Sidao, premier ministre de la Dynastie Song du Sud de Chine.
- Uc de Saint-Circ, troubadour.

## Crédit d'auteurs
- Cet article est partiellement ou en totalité issu de l'article intitulé « 1213 » (voir la liste des auteurs).